# Ümraniye

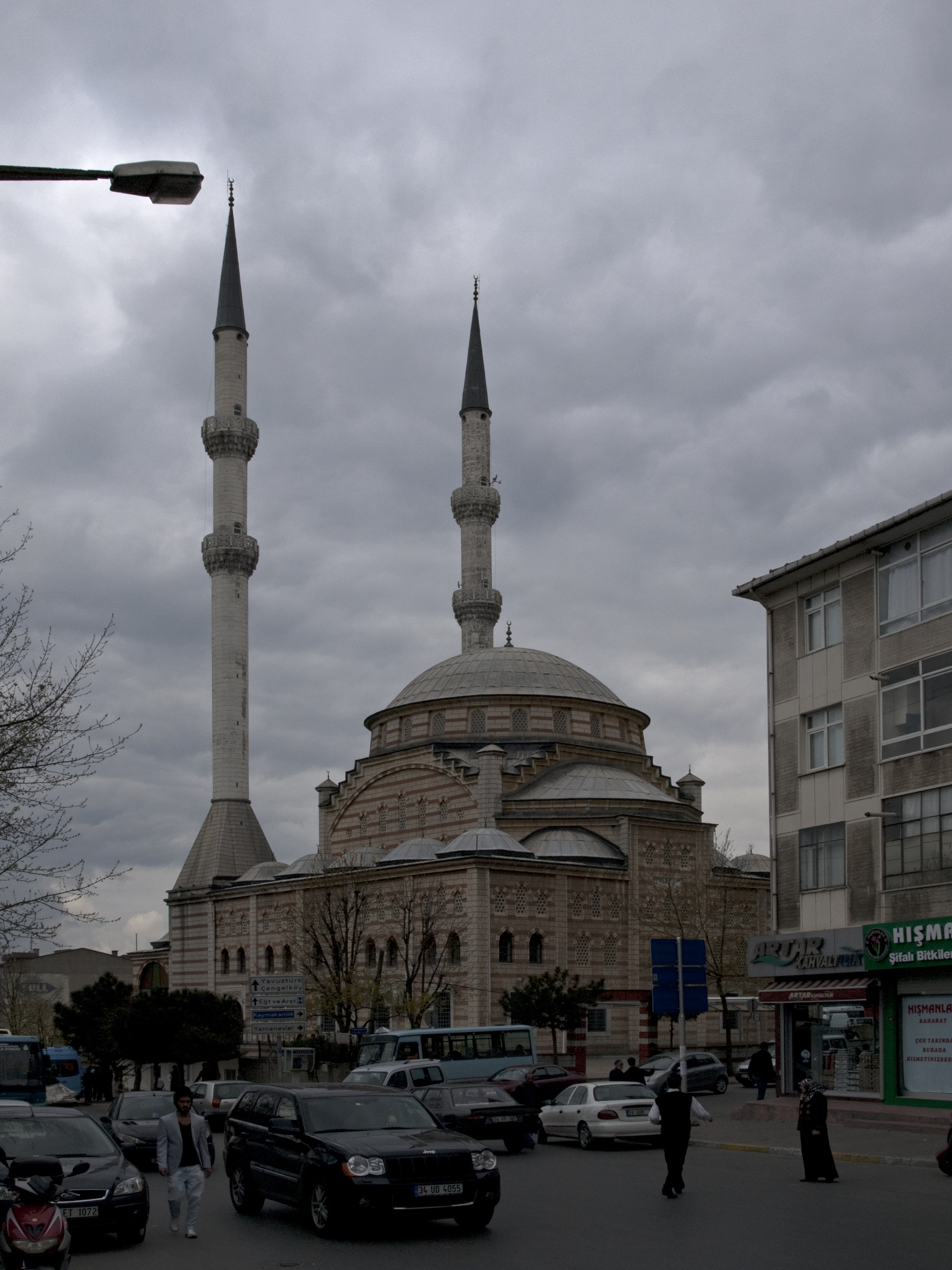
Mesquita central de Ümraniye

Ümraniye é um distrito de Istambul, na Turquia, situado na parte Anatólia da cidade. Conta com uma população de 553 935 habitantes (2008).